# Tipula cahuilla
Tipula cahuilla är en tvåvingeart som beskrevs av Alexander 1920. Tipula cahuilla ingår i släktet Tipula och familjen storharkrankar. Inga underarter finns listade i Catalogue of Life.